# Giethoorn

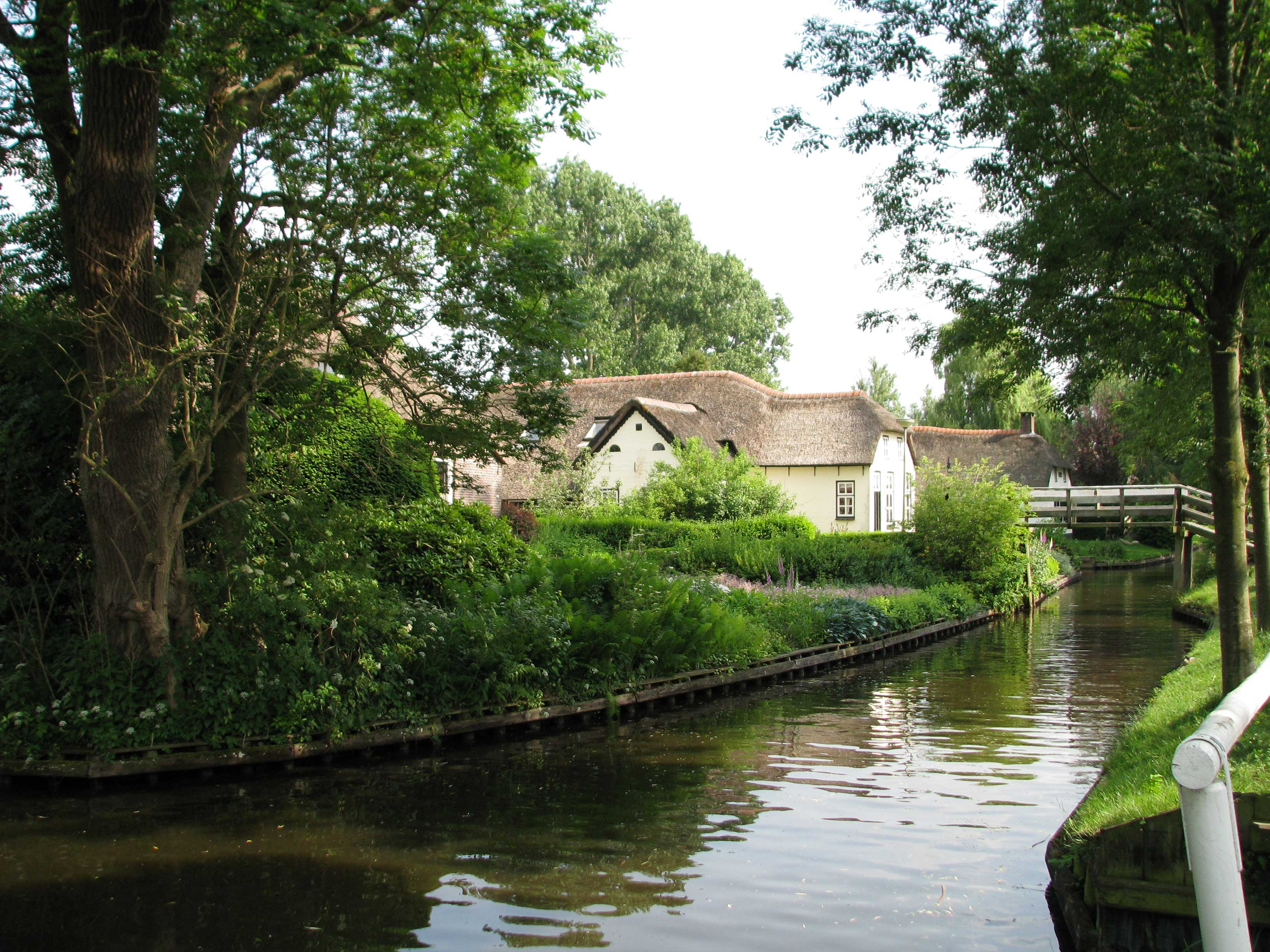
Canal em Giethoorn

Giethoorn é uma cidade dos Países Baixos, situada na província de Overijssel. Está localizada na municipalidade de Steenwijkerland, aproximadamente a 5 km ao sudeste de Steenwijk.
Giethoorn, conhecida como a "Veneza do Norte" ou "Veneza dos Países Baixos", é uma das cidades nos Países Baixos onde a circulação de carros foi proíbida. Ela tornou-se famosa, especialmente depois de 1958, quando o cineasta holandês Bert Haanstra fez a comédia Fanfare lá. Por causa disso, Giethoorn é uma atração turística conhecida internacionalmente. Na parte velha da vila, não há ruas e sim vias para uso de bicicletas, e todo o transporte é feito sobre a água dos vários canais da cidade.
Giethoorn foi fundada por fugitivos da região do Mediterrâneo por volta de 1230 d.C. Giethoorn era um município até 1973, quando tornou-se parte de Brederwiede. Sua atual prefeita é Julie Simans.

## Geografia

### Clima
O clima de Giethoorn é oceânico temperado (Cfb), com uma temperatura média anual de 10,4°C e 821mm de precipitação. Ao longo do ano a temperatura varia entre 0°C e 22°C, raramente abaixo de -7°C ou acima de 28°C. O clima da cidade é influenciado principalmente pelo mar do Norte, e à uma menor extensão pelo oceano Atlântico. O inverno é a estação mais fria e escura. A temperatura começa a subir durante a primavera, principalmente no final. Esse período é também o mais seco do ano. O verão é o período mais quente, com temperaturas máximas médias geralmente entre 20°C e 25°C, podendo chegar à uma máxima de 30°C ou mais em às vezes. No outono a temperatura cai gradativamente, mas podem ocorrer períodos mais quentes.
A estação mais chuvosa é o verão, sendo julho (84mm), agosto (82mm) e setembro (74mm) os meses mais chuvosos. Abril (52mm), fevereiro (56mm) e março (57mm) são os meses menos chuvosos. Há uma média de 11 dias de chuva em julho e agosto, 10 em janeiro e dezembro, 9 em março, maio, junho, setembro e outubro e 8 em fevereiro e abril. Há uma média de 1 dia de neve em janeiro, 0,8 em fevereiro, 0,4 em março, 0 de abril a outubro, 0,2 em novembro e 1,1 em dezembro. A humidade relativa do ar é maior nos meses de novembro (87%), janeiro e dezembro (85%) e fevereiro (83%) e menor em maio (72%), abril e junho (73%) e julho (75%).